# Danny Murphy
Daniel „Danny” Murphy (ur. 18 marca 1977 w Chester) – angielski piłkarz, grający na pozycji środkowego pomocnika.

## Kariera klubowa
Swoje pierwsze treningi zaczynał w Crewe Alexandra, gdzie przez 4 lata gry w 134 występach zdobył 27 bramek. Młodym piłkarzem zainteresował się wtedy Liverpool F.C. i w sezonie 1997/1998 Danny występował już (chociaż nieregularnie) w Premiership. Następnie szefowie klubu z Miasta Beatlesów postanowili go na rok wypożyczyć do swojego byłego klubu, aby nabierał pewności siebie i się ogrywał. Było to bardzo dobre posunięcie, gdyż już w 1999 roku należał do najlepszych piłkarzy klubu trenowanego wówczas przez Gerarda Houlliera.
Zapewne w pamięci Danny'ego zapadnie sezon 2000/2001, kiedy Liverpool zdobył aż pięć bardzo cennych trofeów. W Anglii były to: Puchar Ligi, Puchar Kraju oraz Superpuchar Kraju, a na arenie międzynarodowej: Puchar UEFA i Superpuchar Europy. Potem przyszły dla niego jednak trudne czasy i musiał naprawdę ostro rywalizować o miejsce w składzie. Kiedy w końcu na dobre je stracił, klub w 2004 roku za 2.5 miliona euro sprzedał go do Charltonu. W ciągu 2 sezonów zawodnik pokazał na co naprawdę go stać i zwrócił na siebie uwagę silniejszych klubów i na początku 2006 został przetransferowany do Tottenham Hotspur F.C. Po zmianie otoczenia znowu stał się tylko rezerwowym. 31 sierpnia 2007 roku Murphy zmienił barwy klubowe i przeszedł do londyńskiego Fulham F.C. Przez pięć następnych sezonów doświadczony już zawodnik był filarem drugiej linii i kapitanem drużyny z Craven Cottage. Był członkiem teamu, który zawojował Ligę Europy 2009/2010 - Cottagers wyeliminowali wówczas Vėtrę Wilno, Amkar Perm, FC Basel i CSKA Sofię (obydwa w fazie grupowej), Szachtar Donieck, Juventus Turyn, VfL Wolfsburg oraz Hamburger SV. Porażka przyszła dopiero w wielkim finale, gdy na drodze zespołu stanęło hiszpańskie Atlético Madryt. Kapitan rozegrał w decydującym meczu 118 minut i, wyczerpany, został zmieniony przez Jonathana Greeninga. Murphy w samej Premier League wystąpił w Fulham 163 razy i zdobył 17 bramek (doliczając występy pucharowe i na arenie kontynentalnej liczba ta wzrośnie do 198 gier i 28 goli).
25 czerwca 2012, po wygaśnięciu kontraktu, podpisał roczny kontrakt z występującym wówczas w Championship, Blackburn Rovers. 10 października 2013 roku oficjalnie zakończył piłkarską karierę.

## Kariera reprezentacyjna
Danny Murphy swój pierwszy mecz w reprezentacji Anglii zagrał w 2001 r. Wystąpił w niej w 9 spotkaniach strzelając przy tym 1 bramkę. Grał także w reprezentacji swojego kraju do lat 20.